# Quadrifoglio (Alfa Romeo)

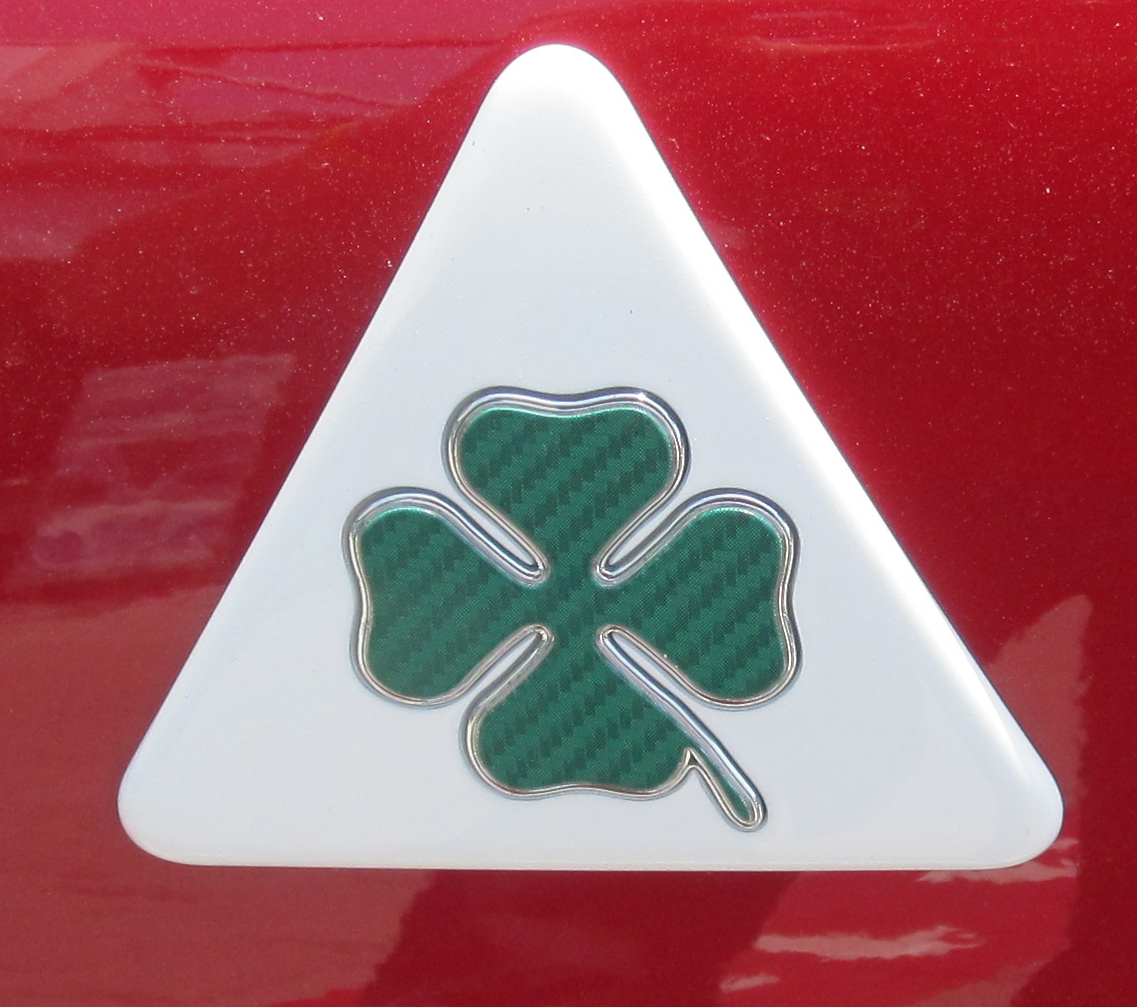
Logo Alfa Romeo Quadrifoglio Verde

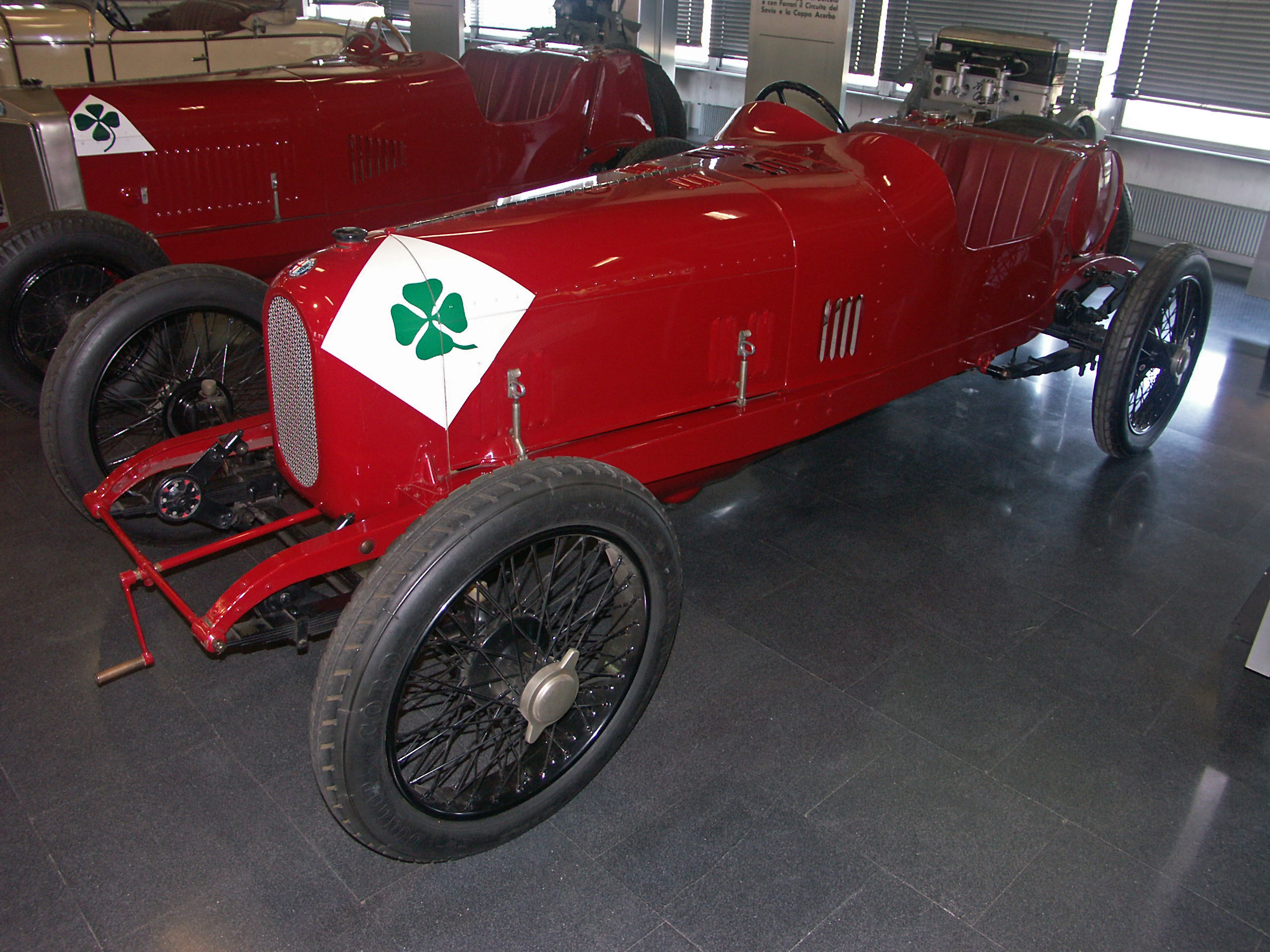
Alfa Romeo RL Targa Florio

Quadrifoglio (wł. czterolistna koniczyna) – symbol używany przez włoskiego producenta samochodów Alfa Romeo do oznaczenia modeli samochodów o wysokich osiągach. Logo ma postać trójkąta z zieloną czterolistną koniczyną na białym tle i zazwyczaj umieszczone jest na bocznej części samochodu.
Symbol czterolistnej koniczyny pojawił się po raz pierwszy na jednym z czterech aut RL Targa Florio w 1923 roku. Była to specjalnie przygotowana konstrukcja  przez Giuseppe Merosi na wyścig Targa Florio na Sycylii, uznawany w tamtym okresie za najbardziej prestiżowy wyścig samochodów.

## Historia
Samochody Alfa Romeo pomimo wysokich aspiracji wygrywały jedynie zawody niżej rangi, nie mając szczęścia w ważniejszych imprezach tamtego okresu. W roku 1923 Giuseppe Merosi opracował cztery samochody na wyścig Targa Florio na Sycylii. Kierowcami tych pojazdów zostali  Antonio Ascari, Enzo Ferrari, Giulio Masetti i Ugo Sivocci. Sivocci był kierowcą o dużym doświadczeniu i kompetencjach technicznych, ale nie miał szczęścia w startach. Aby uchronić się przed pechem, Sivocci namalował na boku swojego samochodu biały kwadrat, na którym umieszczona została zielona czterolistna koniczyna. Zabieg ten okazał się skuteczny, gdyż Sivocci w szczęśliwych okolicznościach wygrał cały wyścig, zapewniając Alfie Romeo pierwsze międzynarodowe zwycięstwo.
Niestety, kilka miesięcy później, 8 września 1923 roku, doszło do tragicznego wypadku na torze Monza, w którym Sivocci stracił życie. Włoch rozbił się w swojej Alfie Romeo P1 nr 17, która nie posiadała naniesionego logo z zieloną kończyną.
Za sprawą pierwszego szczęśliwego zwycięstwa w kolejnych latach na karoseriach wyścigowych samochodów Alfa Romeo umieszczany był znak quadrifoglio. Ku pamięci Sivocciego biały kwadrat został zastąpiony trójkątem, aby zaznaczyć jego nieobecność. Po II wojnie światowej quadrifoglio było używane do wyróżnienia szczególnie sportowych wersji seryjnej Alfy Romeo.

## Filozofia
Należy znaczyć, iż dla pewnej części fanów marki Alfa Romeo symbol Quadrifoglio stanowi nie tylko nawiązanie do pewnej historii. Jest to swoista filozofia, idea, która łączy ludzi świadomych znaczenia tego symbolu, czująca wspólne wyjątkowe emocje.